# استان ایلو
استان ایلو (به اسپانیایی: Provincia de Ilo) یک استان در پرو است که در منطقه موکگوا واقع شده‌است. استان ایلو ۱٬۳۸۰٫۶۸ کیلومتر مربع مساحت و ۶۳٬۰۳۷ نفر جمعیت دارد و ۱۵ متر بالاتر از سطح دریا واقع شده‌است.